# Cécile Ngambi
Cécile Ngambi (sinh ngày 15 tháng 11 năm 1960) là một cựu vận động viên bảy môn phối hợp người Cameroon.
Cô đã thi đấu năm môn phối hợp tại Thế vận hội Mùa hè 1980 và 100 mét tại Thế vận hội Mùa hè 1984. Cô đã giành huy chương bạc trong các nội dung vượt rào 100 mét tại Giải vô địch châu Phi 1985.